# Florian Bissinger
Florian Bissinger (* 30. Januar 1988 in München) ist ein ehemaliger deutscher Radrennfahrer.
Bissinger, der von 2011 bis 2017 für österreichische UCI Continental Teams fuhr, gewann in den Jahren 2011 und 2014 die Jahreswertung der österreichischen Radbundesliga. Auf internationale Ebene gewann er im Jahr 2011 die Gesamtwertung und eine Etappe der Tour of Szeklerland. Weitere internationale Erfolge gelangen ihm 2013 mit einem Etappensieg bei der Oberösterreichrundfahrt und 2016 mit dem Gewinn des Prologs der Tour of Bihor - Bellotto.
Nach Ablauf der Saison 2017 beendete Bissinger seine internationale Laufbahn.

## Erfolge
2011
- Gesamtwertung eine Etappe Tour of Szeklerland
- Gesamtwertung Radbundesliga Österreich

2013
- eine Etappe Oberösterreichrundfahrt

2014
- Gesamtwertung Radbundesliga Österreich

2016
- Prolog Tour of Bihor - Bellotto

## Teams
- 2011 ARBÖ Gebrüder Weiss-Oberndorfer
- 2012 Team Vorarlberg
- 2013 Team Vorarlberg
- 2014 WSA-Greenlife
- 2015 WSA-Greenlife
- 2016 WSA-Greenlife
- 2017 WSA-Greenlife